# Controllore di interruzioni programmabile
Un controllore di interruzioni programmabile (PIC, Programmable Interrupt Controller) è un dispositivo hardware che consente di gestire interruzioni vettorizzate con priorità per conto di un processore (detto anche CPU, vale a dire Central Processing Unit).

## Funzionamento

### Esigenza
Per meglio comprenderne il funzionamento, ipotizziamo che il PIC non ci sia e che il processore debba assumersi l'incarico della gestione delle interruzioni. Quando un dispositivo, quale ad esempio un  disco rigido, un floppy disk, una porta seriale, una porta parallela, la tastiera, il mouse, ecc., richiede un servizio in tempo reale, attiva un segnale di interruzione. Il processore, normalmente, ha un solo ingresso per sentire se qualcuno lo sta chiamando in causa, "interrompendolo" nella sua normale operatività: pertanto, tutti i dispositivi che vogliono interromperlo, "confluiscono" sull'unico ingresso che il processore mette loro a disposizione per tale scopo. Una volta interrotto, il processore deve interrogare i vari dispositivi per individuare chi è stato ad attivare l'interruzione: tutto questo, ovviamente, gli richiede del tempo tanto più se i candidati sono tanti. La situazione peggiora se più di un dispositivo, "contemporaneamente", richiede l'interruzione: in tal caso il processore deve prevedere un meccanismo di priorità per determinare quale tra più interruzioni pendenti deve servire per primo.

### Funzione del PIC
Il PIC si frappone tra tutti i dispositivi che richiedono l'interruzione e il processore: si prende quindi carico di sentire se ci sono dispositivi che stanno interrompendo e se ce n'è più di uno adotta un meccanismo di priorità prefissato, per scegliere quello più prioritario. A questo punto, il PIC attiva l'unica linea di interruzione del processore, dandogli anche il "vettore" dell'interruzione, dal quale si ottiene, grazie ad una tabella, l'indirizzo del programma (ISR, ovvero Interrupt Service Routine) che il processore stesso dovrà eseguire per soddisfare la richiesta del dispositivo più prioritario. Come si vede, il processore non dovrà più preoccuparsi di andare in giro e stabilire quale interruzione dovrà servire per primo: l'unica cosa che dovrà fare sarà quella di eseguire il programma di interruzione (ISR) che gli verrà indicato dal PIC.

### Priorità
Il PIC prevede un certo numero di piedini (pin) di ingresso (ad esempio IRQ0, IRQ1,...,IRQ7), ognuno dei quali "sente" un determinato dispositivo che vuole interrompere. Se più di un pin viene attivato contemporaneamente, scatta un meccanismo di priorità che può essere di vario tipo: si può ad esempio avere quello con priorità fisse (IRQ0 è più prioritario di IRQ1, che a sua volta è più prioritario di IRQ2, che a sua volta è più prioritario di IRQ3 e così via fino a IRQ7), oppure quello con priorità a rotazione (se è stato appena servito IRQ4, allora IRQ5 diventa il più prioritario seguito nell'ordine da IRQ6, IRQ7, IRQ0, ... fino a IRQ4 che è diventato il meno prioritario in quanto il processore lo ha appena finito di servire e quindi deve lasciare spazio agli altri).

### Collegamento in cascata
I PIC spesso consentono di essere messi in cascata in modo che possano essere sentite le interruzioni di moltissimi dispositivi. Ad esempio, si possono trovare dei PIC che utilizzati singolarmente possono sentire solo 8 diversi dispositivi interrompenti: per poterne invece sentire fino a 64, è possibile utilizzarne 9 collettivamente, con 8 di essi (detti slave)che sentono ciascuno 8 dispositivi interrompenti per un totale appunto di 64 e con un nono PIC (detto master) che sente le interruzioni provenienti dagli 8 PIC Slave. Sarà poi il PIC Master a interrompere il processore fornendogli uno dei 64 vettori possibili cosicché possa essere servito quello tra i 64 dispositivi con la priorità di interruzione più alta.

## Caratteristiche comuni
I PIC presentano di solito un insieme di  registri comuni: l'Interrupt Request Register (IRR), l'In-Service Register (ISR), l'Interrupt Mask Register (IMR). Il registro di richiesta delle interruzioni, IRR, specifica quali interruzioni sono state attivate dai dispositivi interrompenti: è un registro simbolico non accessibile direttamente ai programmatori. Il registro dell'interruzione attualmente in servizio, ISR, specifica quale interruzione il processore sta attualmente servendo, eseguendone la relativa ISR, ma che non si è ancora conclusa. Il registro di maschera delle interruzioni, IMR, specifica quali interruzioni devono essere ignorate. 
Come già detto, ci sono diversi meccanismi di priorità previsti dai PIC tra cui quelli a priorità fissa, a priorità prestabilita o a priorità rotante.
Le interruzioni possono essere sia del tipo sul livello (level-triggered) sia del tipo sul fronte (Edge triggered).

### Interruzioni sul livello
Nel caso di interruzione sul livello, il segnale proveniente da un dispositivo interrompente deve essere portato da basso ad alto e mantenuto alto (oppure da alto a basso e mantenuto basso) dallo stesso dispositivo interrompente fino a quando gli viene detto che può riportarlo basso (oppure alto) nuovamente. 
La versione originaria del bus PCI prevede le interruzioni sul livello: le versioni più recenti consentono anche l'uso di messaggi di interruzione, diventati l'unica modalità consentita nel PCI Express.

#### Condivisione delle interruzioni
Molti dispositivi possono condividere una linea di interruzione sul livello se sono opportunamente progettati. La linea deve avere un resistore di pull-down o di pull-up così da tenere il segnale, in condizioni di riposo, rispettivamente basso oppure alto (stato quindi non attivo, ossia di non richiesta di interruzione). Quando uno o anche più dispositivi vogliono interrompere, attivano la linea, ossia la portano al livello alto oppure basso e la mantengono così, come già detto, per tutto il tempo, fino a quando viene detto al dispositivo interrompente che la sua ISR è stata eseguita e che quindi può smettere di tenere attiva la linea. 
Quando la linea di interruzione condivisa da più dispositivi viene attivata, bisogna scoprire chi è stato a farlo. Una volta servito il dispositivo interrompente e richiestogli di smettere di tenere attiva la linea, può succedere che quest'ultima ritorni al suo stato inattivo, di riposo, o che continui ad essere attiva. Nel primo caso significa che una volta servito il dispositivo interrompente non ce n'erano altri che richiedevano attenzione. Nel secondo caso significa che un altro dispositivo ha cominciato a richiedere attenzione, ma si stava servendo il dispositivo precedente: bisogna di nuovo scoprire chi altro ha richiesto l'interruzione. Una volta servito, il discorso si ripete.
È importante adottare una buona strategia quando si va alla scoperta di chi è stato a interrompere su una linea condivisa: può darsi che alcuni dispositivi tendano a farlo più frequentemente ma servirli costa poco (si gestiscono cioè velocemente), mentre altri lo fanno magari meno frequentemente ma servirli è oneroso (la loro ISR è molto pesante). Per aumentare l'efficienza, converrà servire per prima quelli che si accontentano di poco per poi passare a quelli che monopolizzano il processore.

#### Vantaggi e svantaggi
Un vantaggio delle interruzioni sul livello sta nel fatto che si evita che un impulso spurio venga interpretato inavvertitamente come una richiesta di interruzione: se tale impulso è, come di solito capita, di breve durata allora esso non viene "sentito". Le interruzioni sul livello, pertanto, sono più robuste rispetto a quelle sul fronte in presenza di linee rumorose per questa loro capacità di filtrare i segnali spuri.
Ci sono alcuni svantaggi con le interruzioni sul livello. Se la linea è condivisa e si sta servendo un dispositivo, non si può capire se ce n'è un altro che ha poco dopo iniziato a richiedere l'interruzione: bisogna finire con il primo e comunicargli di smettere di tenere attiva la linea per poi scoprire l'altro che chiede anch'esso l'attenzione. Per questo non è consigliabile servire un dispositivo meno prioritario se sulla stessa linea ne è presente uno più prioritario poiché si corre il rischio che quest'ultimo debba aspettare troppo a lungo il completamento della ISR del primo dispositivo ed il secondo dispositivo possa andare in buffer overflow perdendo i dati di input. Un altro inconveniente è dovuto al fatto che se non si sa come trattare l'interruzione di un dispositivo interrompente, quest'ultimo potrebbe tenere indefinitamente attiva la linea impedendo agli altri di segnalare la propria richiesta di interruzione.

### Interruzioni sul fronte
Nel caso di interruzione sul fronte, basta che il dispositivo interrompente porti per un determinato intervallo di tempo il segnale da basso ad alto oppure da alto a basso perché lo stesso venga automaticamente sentito: viene infatti sentito il fronte rispettivamente di salita o di discesa del segnale, ossia la transizione da un livello ad un altro. Il dispositivo interrompente riporterà quindi la linea bassa o alta (condizione di riposo), senza che, a differenza di prima, gli venga ordinato di farlo: rimarrà poi in fiduciosa attesa che venga eseguita la sua ISR.
Anche qui può ripetersi il discorso dei resistori di pull-down o di pull-up e della linea condivisa da più dispositivi.
Le prime versioni del bus ISA prevedevano le interruzioni sul fronte, ma non richiedevano che le linee dovessero essere condivise. Le schede ISA montano, comunque, resistori di pull-up sulle linee di interruzione per consentirne la condivisione.

#### Vantaggi e svantaggi
Un vantaggio delle interruzioni sul fronte è che, mentre si sta servendo un dispositivo, poiché la linea è stata attivata brevemente ma subito dopo disattivata (è quindi "libera"), può essere sentito un secondo dispositivo che nel frattempo richiede attenzione: ciò non è possibile con le interruzioni sul livello. Quindi, si può capire se un dispositivo più prioritario sta chiedendo un'interruzione e servirlo, interrompendo il servizio del dispositivo meno prioritario che pure era in corso.
Un altro vantaggio è che si può anche decidere di prendersela comoda a servire un dispositivo meno prioritario, tanto la linea condivisa è libera e non si corre il rischio di non sentire l'interruzione che nel frattempo il dispositivo più prioritario richiede.
Uno svantaggio delle interruzioni sul fronte è che una attivazione della linea potrebbe non essere sentita: mentre con l'interruzione sul livello ciò non può succedere perché la linea è tenuta attiva per tutto il tempo richiesto al completamento della ISR, qui il rischio di perdere un'attivazione c'è e può portare a situazioni impreviste. Può verificarsi una situazione di stallo in quanto il dispositivo interrompente aspetta fiducioso di essere servito ma la ISR di cui ha richiesto l'esecuzione non venga mai eseguita perché l'attivazione della linea non è stata sentita.

## Controllori di interruzioni programmabili noti
Uno dei PIC più conosciuti, l'Intel 8259, era, nei tempi andati, incluso nei PC x86. Oggi, non è più un dispositivo a sé: la sua funzione è stata inclusa all'interno del chipset southbridge della  scheda madre. In altri casi, il PIC è stato completamente sostituito dai più nuovi controllori avanzati di interruzioni programmabili, che supportano più interruzioni e prevedono meccanismi di priorità più flessibili. 
Maggiori informazioni sul PIC 8259 dell'Intel possono essere trovate in IA-32 Intel Architecture Software Developer's Manual, Volume 3A: System Programming Guide, Part 1, liberamente disponibili sul sito della Intel.